# آلني-تشاشاكوندجا
آلني-تشاشاكوندجا ((بالروسية: Алней-Чашаконджа)‏) هو مجمع بركاني يقع في الجزء الشمالي من شبه جزيرة كامشاتكا، روسيا. يتكون من بركانين طبقيين اثنين: آلني (2598 m) وتشاشاكوندجا(2526 m). يعتبر بركان آلني أحد البراكين الكبرى القلائل في سلسلة سريديني وقد كان نشطاً خلال فترة الهولوسين، حيث يوجد له أكثر من 30 سجلاً للترسبات.